# Национальный музей Танзании
Национальный музей Танзании (англ. National Museum of Tanzania) — консорциум пяти танзанийских музеев, целью которого является сохранение и демонстрация экспонатов, посвященных истории и природной среде государства. Консорциум возник на базе Национального музея Дар-эс-Салама, основанного в 1934 году губернатором Танганьики Гарольдом Макмайклом. Позже к консорциуму присоединились ещё четыре музея, а именно: Деревенский музей в Дар-эс-Саламе, Национальный исторический музей и Музей Арушской декларации в Аруше, а также Мемориальный музей имени Джулиуса Ньерере в Бутиаме.

## Национальный музей Дар-эс-Салама
Национальный музей Дар-эс-Салама расположен на улице Шаббан-Роберт, рядом с ботаническими садами в уорде Кивукони в округе Илала. Основан в 1934 году, открыт для посещения публики с 1940 года, первоначально это был мемориальный музей, посвященный королю Георгу V, один его автомобилей до сих пор среди экспонатов. В 1963 году музей был расширен за счет пристройки второго здания. В настоящее время музей посвящен истории Танзании. Самые известные экспонаты включают кости парантроп Бойса, которые были среди находок Луиса Лики в Олдувае. В музее также есть большой раздел, посвященный городу-государству эпохи ширази — Килва-Кисивани. Исторические материалы связаны с германским и британским правлением, а также с древней китайской керамикой. В музее также есть этнографические коллекции, посвященные культурам Танзании.

## Деревенский музей

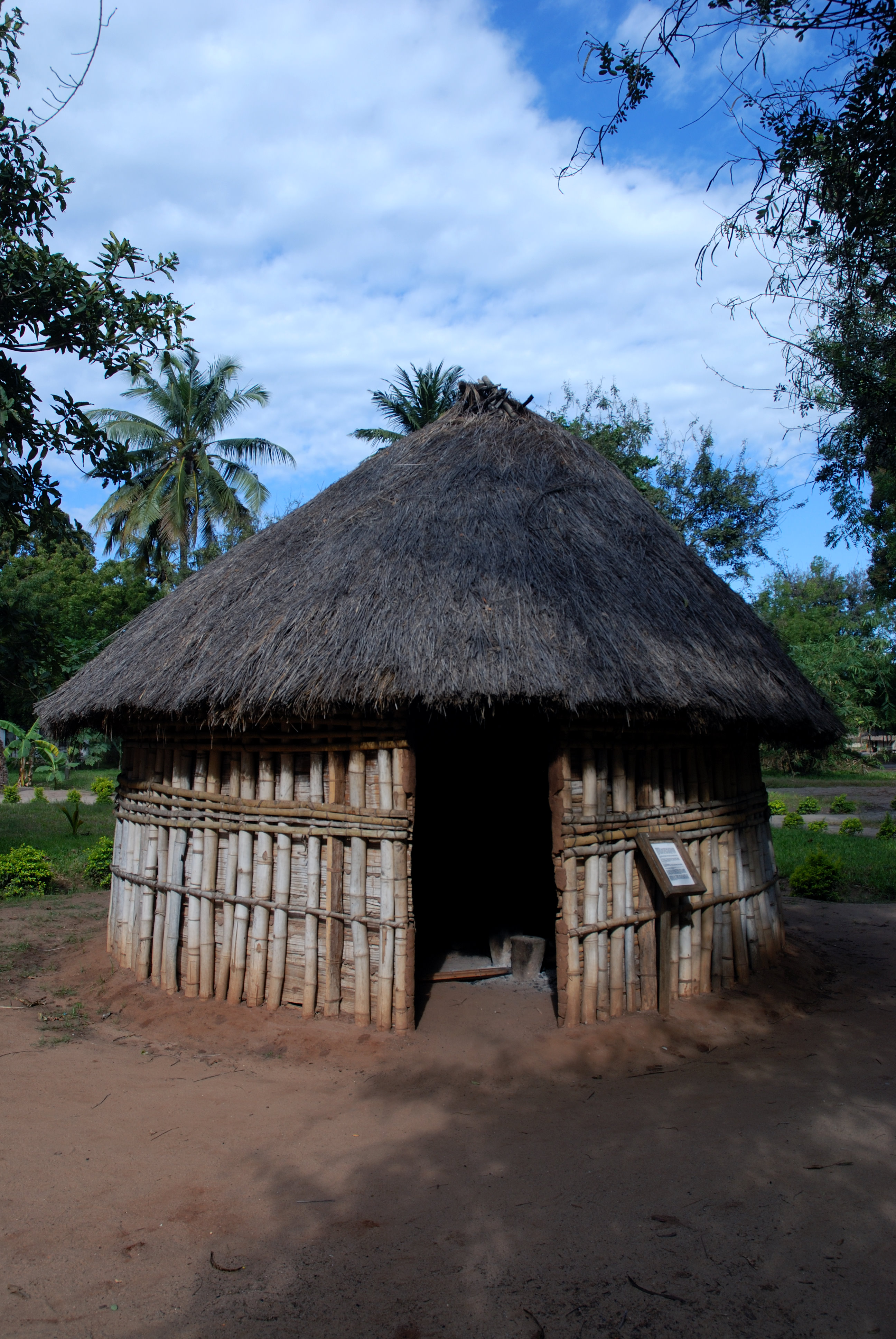
Традиционное жилище женщины в Деревенском музее

Деревенский музей был основан в 1967 году, представляет собой этнографический музей под открытым небом, расположен в уорде Микочени округа Кинондони. Представлены традиционные хижины 16 различных танзанийских этнических групп. Есть также предметы традиционных культур, а народные музыкальные и танцевальные шоу проводятся ежедневно.

## Национальный исторический музей
Национальный исторический музей в Аруше, открыт с 1987 года, расположен в городе Аруше, на улице Бома. Имеются две постоянные экспозиции, посвященные эволюции человека и энтомологии.

## Музей Арушской декларации
Музей Арушской декларации, открыт с 1977 года, расположен в Аруше, на улице Калолени. Представлены документы о колониальной истории Танзании, борьбе за независимость и Арушской декларации, в которой первый президент Танзании Джулиус Ньерере изложил свое политическое видение.

## Мемориальный музей имени Джулиуса Ньерере
Мемориальный музей имени Мвалиму Джулиуса Ньерере, или сокращенно Музей Ньерере, был основан в 1999 году. Расположен в Бутиаме, где родился и был похоронен первый президент страны. В музее представлены предметы, связанные с личной и политической жизнью Джулиуса Ньерере.